# 태그 (야구)
태그는 야구에서 타자를 아웃시킬 수 있는 방법 중 하나로, 수비수가 공을 들고 있는 손으로 베이스를 밟고 있지 않는 타자를 태그한다면, 그 타자는 아웃 판정을 받는다.

## 태그를 할 때 유의 점
- 반드시 공을 잡고 있는 손으로 태그해야 한다.
  - 이때 반대쪽 손으로 태그하면, 아웃 판정이 인정되지 않는다.
- 너무 세게 태그해서 타자를 넘어뜨리지 않는다.
  - 고의였을 경우 팀간의 싸움이 일어나거나 벌금 또는 출장 정지 명령이 내려올 수 있다.

## 태그아웃과 득점 인정
이닝의 3번째 아웃이 태그아웃일 때 그 직전에 홈을 밟은 주자의 득점은 인정된다. 다만, 3번째 아웃이 태그아웃이라도 해당 주자가 포스 상태였을 때에는 그렇지 않다.